# Sborisjte
Sborisjte (bulgariska: Сборище) är ett distrikt i Bulgarien.   Det ligger i kommunen Obsjtina Tvărditsa och regionen Sliven, i den centrala delen av landet, 220 km öster om huvudstaden Sofia.
Trakten runt Sborisjte består till största delen av jordbruksmark. Runt Sborisjte är det ganska glesbefolkat, med 30 invånare per kvadratkilometer.